# Hannoversches Fernmeldemuseum

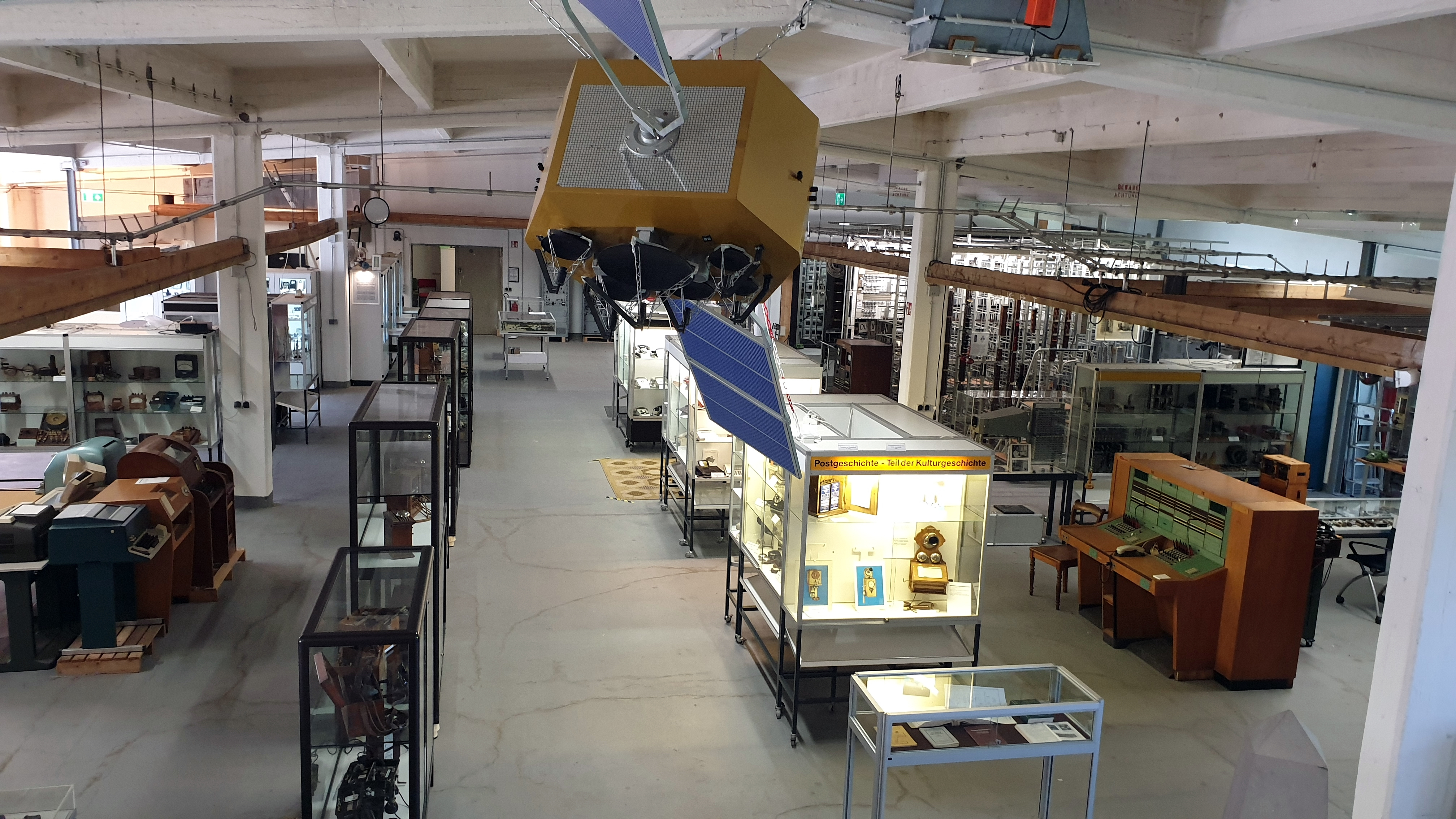
Ausstellungshalle des Museums

Der Hannoversche Fernmeldemuseum ist ein vom Hannoverschen Fernmeldeclub von 1995 e. V.  betriebenes Technikmuseum mit dem Schwerpunkt Fernmeldetechnik. Es hat seinen Sitz im Sehnder Ortsteil Wehmingen auf dem Gelände des Hannoverschen Straßenbahn-Museums (HSM).

## Geschichte
1994 schlossen sich private Sammler von fernmeldetechnischen Gegenständen zusammen und gründeten im Folgejahr den Hannoverschen Fernmeldeclub von 1995. Ihm gehören unter anderem aktive und ehemalige Fernmelder an. Vereinsziel ist die Erhaltung und Ausstellung von fernmeldetechnischem Gerät. Nachdem die von den Vereinsmitgliedern restaurierten Geräte über Jahre in Sonderausstellungen an wechselnden Orten präsentiert wurden, eröffnete der Verein 2022 das Museum.

## Museumsausstellung
Die Museumsausstellung auf rund 600 m² Fläche befindet sich in einem Gebäude des Straßenbahn-Museums, über dessen Gelände es zugänglich ist. Das Straßenbahn-Museum bietet dort unter dem Begriff Technikwelten anderen Vereinen die Möglichkeit, ihre Exponate zu präsentieren.
Die Dauerausstellung umfasst die Fernmeldetechnik in Deutschland, vom Beginn der Telegrafie, über die verschiedenen Arten der Nachrichtenübermittlung, bis zur Digitalisierung der deutschen Fernmeldenetze, die im Wesentlichen um 1995 abgeschlossen war. Zu besichtigen ist u. a. die Entwicklung der Telefonapparate, vom Beginn bis etwa zum Jahre 1995. Größtes Exponat ist eine Ortsvermittlungsstelle (OVSt) für rund 600 Teilnehmer.
Zahlreiche Exponate aus dem Fundus können auch für Sonderausstellungen bereitgestellt werden.

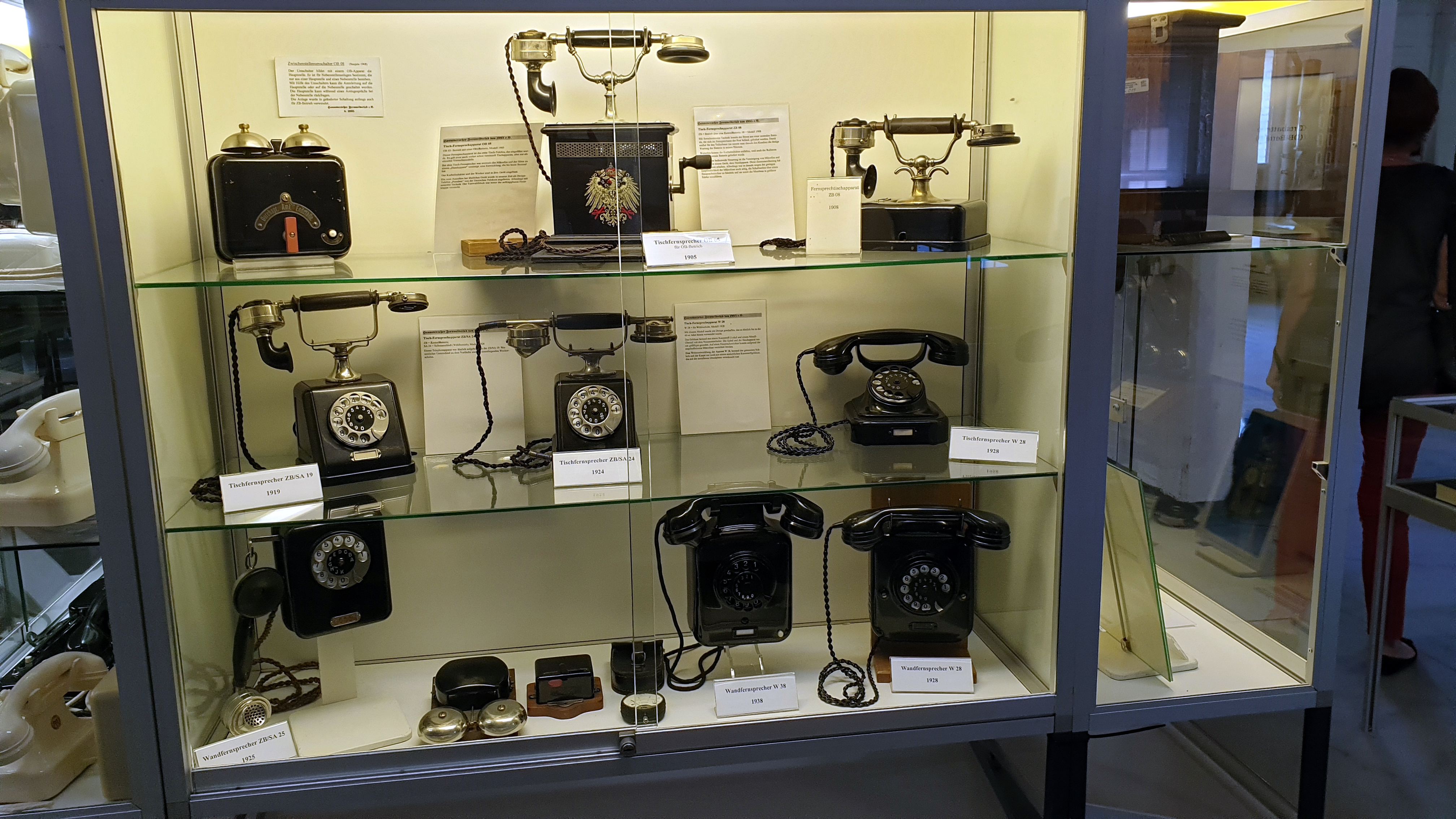
Historische Telefon-Endgeräte
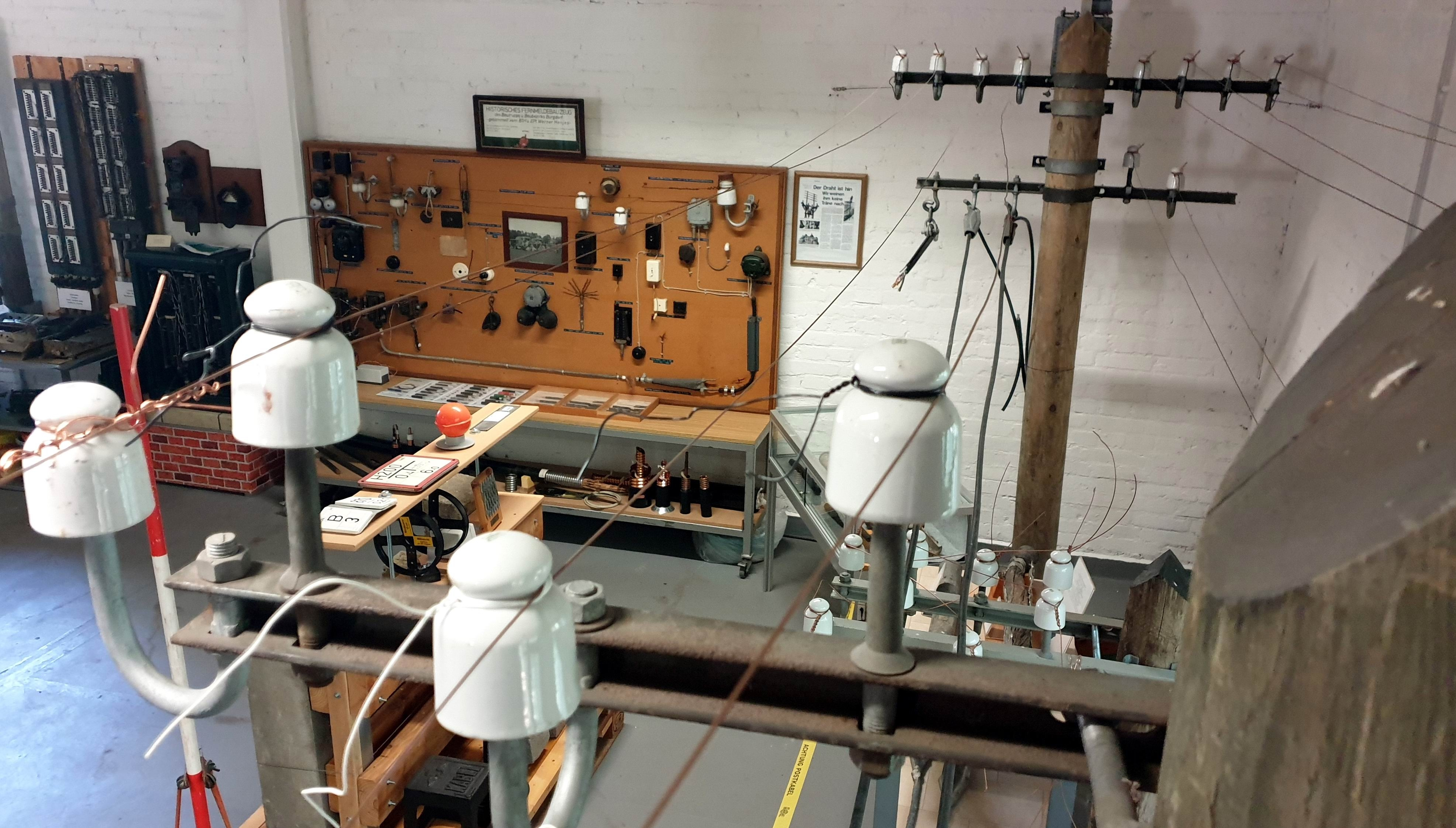
Linientechnik
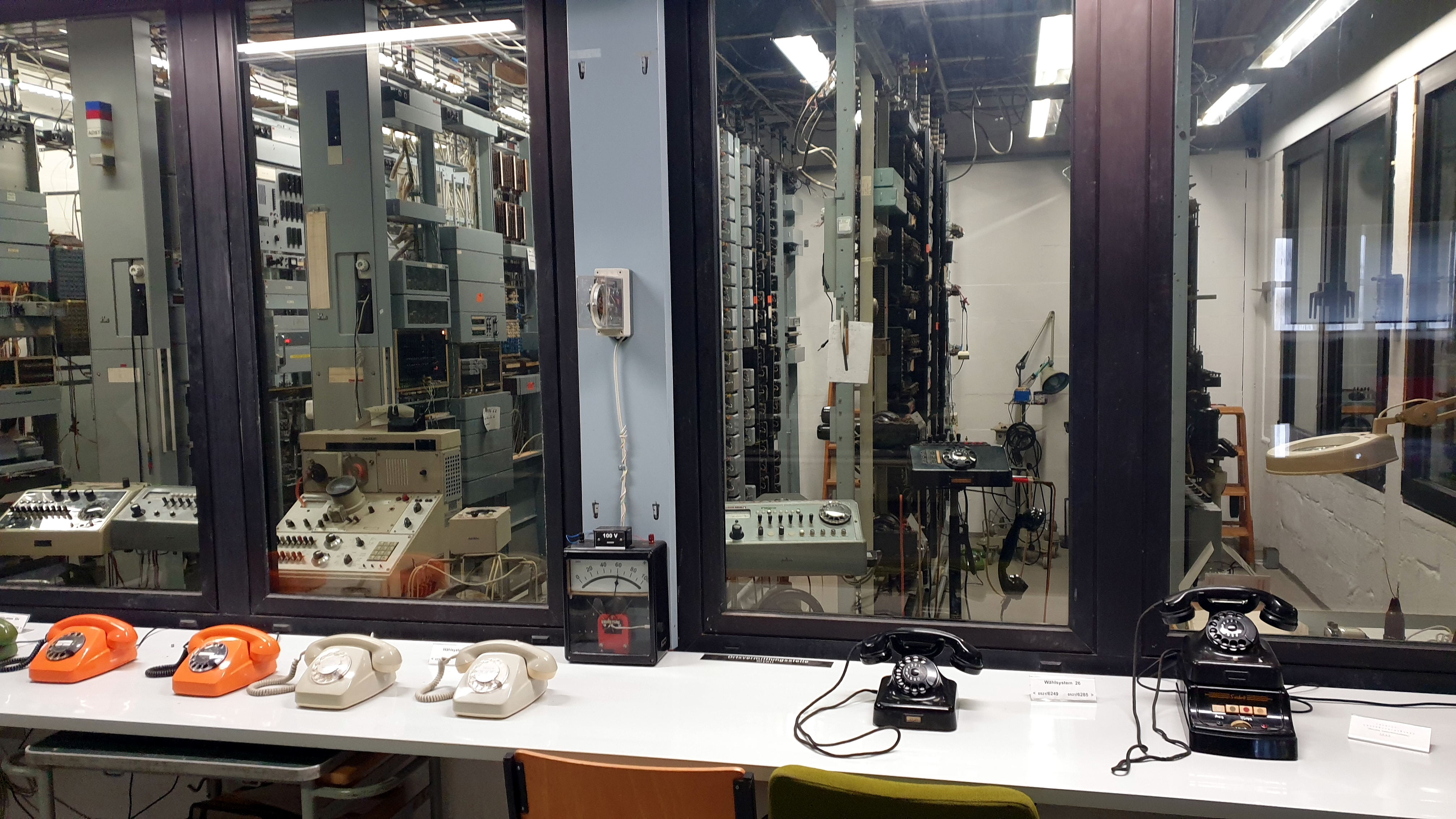
Ortsvermittlungsstelle
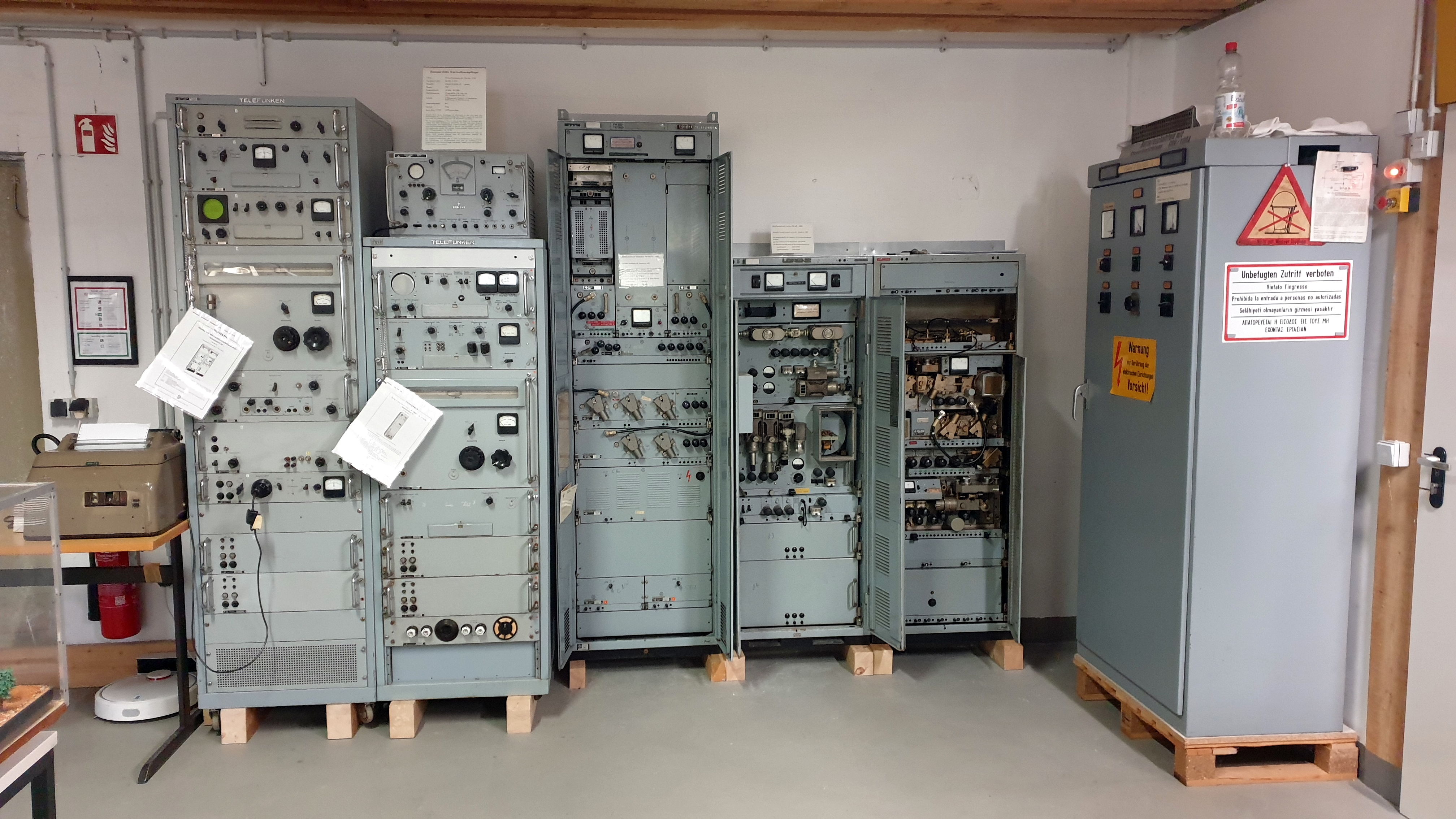
Richtfunktechnik